# Phoebe Mills
Phoebe Mills född den 2 november 1972 i Highland Park, Illinois, är en amerikansk gymnast.
Hon tog OS-brons i bom i samband med de olympiska gymnastiktävlingarna 1988 i Seoul.